# Leuchtturm von Cordouan

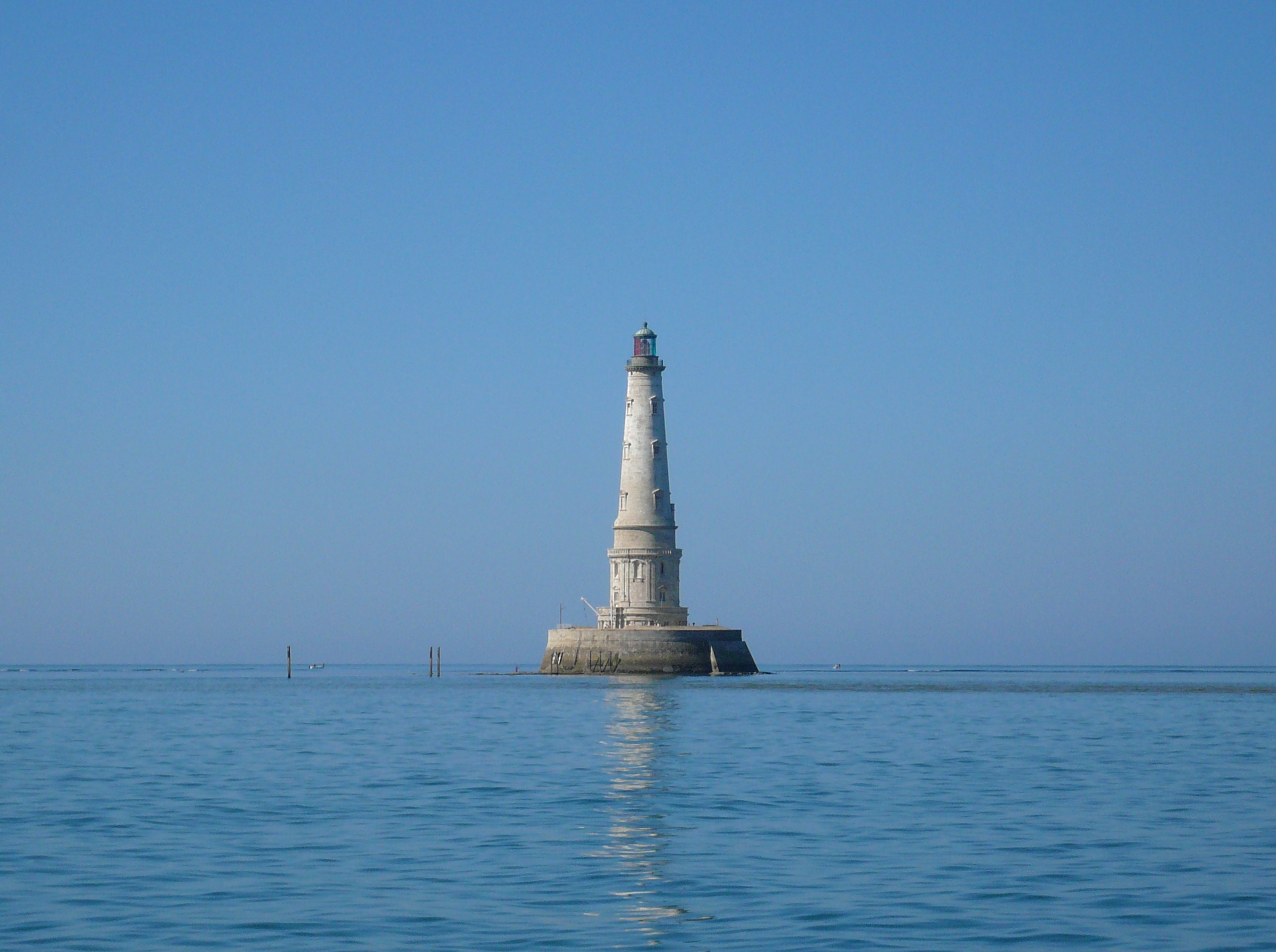
Der Leuchtturm von Cordouan bei Flut

Der Leuchtturm von Cordouan (französisch Phare de Cordouan) steht auf der Höhe der Gironde-Mündung vor der französischen Atlantikküste. Er ist seit 1611 in Betrieb und damit der dienstälteste Leuchtturm Frankreichs. Der Turm ist seit 2011 automatisiert, steht unter Denkmalschutz und seit 2021 ist er als Weltkulturerbe anerkannt.

## Beschreibung
Der Leuchtturm von Cordouan steht auf einem Felsplateau ungefähr in der Mitte der Gironde-Mündung. Die Entfernung zum Nord- und zum Südufer beträgt jeweils circa sieben Kilometer. Verwaltungstechnisch gehört der Leuchtturm zur Gemeinde Le Verdon-sur-Mer im Médoc. Er ist weiß, 68 Meter hoch und der Durchmesser am Fuß beträgt 16 Meter. Sein Feuer befindet sich auf 60 Meter Höhe. Es wird durch eine Hochdruck-Entladungslampe mit einer Leistung von 250 Watt erzeugt. Seine Reichweite beträgt 22 Seemeilen.
Der Turm hat sechs Stockwerke. Im Erdgeschoss befindet sich das Portal, im ersten Obergeschoss die sogenannte „Königswohnung“ („Appartement du roi“). Tatsächlich hatten viele Könige große Sympathie für den Bau, den die Franzosen König der Leuchttürme – Leuchtturm der Könige nennen. Auf dem Turm selbst war jedoch keiner der französischen Herrscher. Im zweiten Stockwerk befindet sich eine Kapelle, die gerne für Hochzeiten genutzt wird. Diese drei Geschosse befinden sich im ältesten Teil des Turmes, der von 1611 stammt. Die Geschosse Drei bis Sechs liegen in dem 1790 vollendeten Aufbau. Im sechsten Stockwerk befindet sich das Feuer.
Seit 1862 wird der Turm als Monument historique geführt und steht in der Base Mérimée des französischen Kulturministeriums unter der Nr. PA00083858 und Nr. IA33001224 unter Denkmalschutz. In den Sommermonaten kann er von Le Verdon-sur-Mer, Royan und Meschers-sur-Gironde aus besichtigt werden.
Der Leuchtturm war seit dem 1. Februar 2002 in der Tentativliste als Kandidat für das Weltkulturerbe eingetragen. 2021 wurde er zum UNESCO-Weltkulturerbe ernannt, da er ein künstlerisches, handwerkliches und technologisches Meisterwerk sei, so die Begründung des UNESCO-Welterbekomitees.

## Herkunft des Namens
Das Inselchen Cordouan, heute eine bei Ebbe freiwerdende Sandbank ohne Bewuchs, erscheint auf mehreren Karten in den Jahren 1313, 1436 und 1550 unter dem Namen „Cordam“. In der 1545 herausgegebenen Kosmographie von Jehan Allonfonsce und Paulin Secalart erschien sie unter dem Namen „Ricordame“. Sie ist das erste Dokument, das die Existenz eines Feuers auf der Spitze eines Turms erwähnt. Im Jahre 1570 wird in der „La vraye et entière description du royaume de France“ („Wahre und vollständige Beschreibung des Königreichs Frankreich“) von Guillaume Postel der Turm mit dem Namen „Tour de Corben“ erwähnt.
Es gibt mehrere unabhängige Legenden und historische Daten von der Existenz einer mittelalterlichen Siedlung auf der Insel. Henri Lancelot Voisin, Graf von Popeliniere, beschrieb seinen Besuch auf Cordouan im Jahre 1591 und berichtete, laut den Einheimischen sei die Insel früher mit der Küste zusammenhängend gewesen und hatte den Ortsnamen Lateran oder Medina (arabisch Ortschaft). Das Land sei im Laufe der Zeit gesunken. Die Bewohner der Region behaupten, dass sie die Steine aus den Ruinen des Dorfes für den Bau von mehreren Häusern in der Küstenstadt Soulac-sur-Mer verwendet hätten. Andererseits wird gesagt, dass die mittelalterlichen muslimischen Kaufleute aus Córdoba (frz. Cordoue) gebeten hätten, ein erstes Leuchtfeuer zu installieren, um die damals häufigen Unfälle in der Gironde-Mündung zu vermeiden. Oder sie hätten sich selber auf der Insel niedergelassen, wo sie dann einen Wachturm errichtet hätten, um ihre Schiffe zu leiten.

## Baugeschichte
Ein Vorgängerbauwerk aus dem 14. Jahrhundert war bald aufgegeben worden; bis zum 16. Jahrhundert standen nur noch Ruinen. Am 2. März 1584 erteilte Jacques II de Goyon de Matignon, der Gouverneur von Guyenne, dem Baumeister Louis de Foix den Auftrag, auf der Felsinsel einen neuen Leuchtturm zu errichten. De Foix widmete dem Projekt 18 Jahre seines Lebens und investierte sein gesamtes Vermögen, starb aber 1602 vor Ende der Bauarbeiten. Diese vollendete sein Vorarbeiter François Beuscher im Jahre 1611. Der Turm war damals 37 Meter hoch.
1645 und 1719 wurde die Turmspitze zweimal zerstört und jeweils in den Folgejahren wieder aufgebaut. Von 1782 bis 1789 leitete Joseph Teulère die Bauarbeiten zur Aufstockung des Turmes auf die heutige Höhe. 1980 sollte der Turm aufgegeben werden, da Betrieb und Unterhalt als zu kostspielig galten und da er technologisch veraltet war. Der 1981 gegründete „Verein zur Erhaltung des Leuchtturms von Cordouan“ („Association pour la sauvegarde du phare de Cordouan“) kämpfte aber mit Erfolg für seine Erhaltung. Zwischen März und November 2005 wurde das Fundament des Turmes saniert, die Kosten betrugen 4,5 Millionen Euro.

## Technikgeschichte
Im Laufe der Zeit wurde der Turm mit verschiedenen Brennstoffen befeuert. Nach der Inbetriebnahme 1611 nutzte man zunächst eine Mischung aus Pech, Teer und Holz. 1664 stieg man auf Tran um. Ab 1727 wurde Kohle verfeuert, bevor man 1823 zu Rapsöl wechselte.
Mit Metallspiegeln begann 1782 der Einstieg in die optische Technik. Ab 1790 setzte man nach Fertigstellung des Erweiterungsbaus Parabolspiegel und eine drehbare Lagerung ein. Speziell für den Einsatz in Leuchttürmen entwickelte Augustin Jean Fresnel die Fresnel-Linse, die im Leuchtturm von Cordouan am 20. Juli 1823 erstmals getestet wurde. Dazu installierte man einen dioptischen Drehlinsenapparat aus acht Scheinwerferlinsen, die zwölf große Parabolreflektoren ersetzten. Diese Installation blieb bis 1854 in Betrieb und wurde dann durch einen moderneren Linsenapparat ersetzt, dem 1896 eine Gürtellinse folgte.
Ab 1875 befeuerte man den Turm mit Mineralöl; ab 1907 mit Öldampf. 1948 wurde der Leuchtturm mit Hilfe zweier unabhängiger Dieselgeneratoren elektrifiziert. Man verwendete Dreiphasen-Wechselstrom und eine Glühlampe von 6000 Watt. 1976 ergänzte man einen dritten Generator. 1984 tauschte man die Lampe gegen eine Xenon-Gasentladungslampe mit 2000 Watt aus, die aber zusammen mit den roten und grünen Sektorscheiben die Farbanforderungen nicht erfüllte. Sie wurde daher bereits 1987 durch eine Halogenglühlampe ersetzt. Heute strahlt im Zentrum der Optik eine Hochdruck-Gasentladungslampe von 250 Watt, die Halogenlampe wird weiterhin als Ersatz betriebsbereit gehalten.

## Besichtigung
Der Leuchtturm von Cordouan ist der einzige mitten im Meer gelegene Leuchtturm, der heute noch regelmäßig besucht werden kann. Ausgehend von Royan, Le Verdon-sur-Mer und Meschers-sur-Gironde fahren von Ostern bis Allerheiligen Schiffe zum Leuchtturm.
Unmittelbar am Phare de la Pointe de Grave befindet sich das Museum der Leuchttürme und Baken.
Die administrative Verwaltung und der operative Betrieb obliegt der französischen Schiffahrtsdirektion DIRM (Direction Interrégionale de la Mer).

## Historische Ansichten
Alte Ansichten des Leuchtturms Cordouan zeigt Michel Forand auf seinem Fotostream und Klaus Hülse.

## Film
- Charles-Antoine de Rouvre (Regie), Jérôme Scemla: „Frankreichs schönste Küsten“, 3D-Dokumentarfilm, Fr., 2011, 90 min. (Ausschnitt bei min. 65)

## Philatelie
- In philatelistischer Würdigung des Leuchtturms gab die französische Post mit Ausgabejahr 1984 eine Briefmarke im Wert von 3,50 Franc[15], der Entwurf stammt vom Grafiker Gauthier, 2009 im Wert von Lettre Prioritaire 20g[16] und 2019 im Wert von Lettre Prioritaire[17][18] heraus.

Briefmarke mit Leuchtturm von Cordouan, 1984

Link zum Bild